# Земитанс, Йоргис
Йоргис Земитанс (латыш. Jorģis Zemitāns; 23 февраля 1873, Скриверская волость — 16 января 1928, Рига) — офицер русской и латвийской армий. Полковник. Командир и создатель Северолатвийской бригады (Северная латышская армия), Видземской дивизии Южного фронта и Рижского гарнизона.
Й. Земитанс — кавалер ордена Лачплесиса и Эстонского креста Свободы (1 и 2 степени).
В честь Й. Земитана названа Скриверская начальная школа, улицы в Скривери и Лиепае, площадь и улица в Риге, железнодорожная станция и мост. На площади Земитана установлен памятник в честь Й. Земитана.